# Lisianassa
Lisianassa (en grec antic Λυσιάνασσα) va ser, segons la mitologia grega, una de les cinquanta Nereides, filla de Nereu, un déu marí fill de Pontos, i de Doris, una nimfa filla d'Oceà i de Tetis. Tenia un únic germà, Nèrites.
En parlen Hesíode i Apol·lodor, a les seves llistes de nereides. Apol·lodor la fa mare de Busiris, un llegendari rei d'Egipte, que el va tenir amb Posidó. Per la seva banda, Pausànias la fa mare d'Adrast, un dels principals herois de la Guerra dels set Cabdills.